# 營州 (十六國)
營州是五胡十六国中后赵、后燕、北燕的州。
建武四年（338年），后赵夺得段部辽西郡（治所在令支，今河北省唐山市迁安市西）、北平郡（治所在今河北省唐山市遵化市东），次年设置營州，治所在令支。后赵灭亡后，前燕废除營州。
后燕光始六年（406年），改平州为營州，治所在宿军（今辽宁省北镇市），北燕沿置。北燕灭亡，北魏在龙城（今辽宁省朝阳市）设立營州。